# Райан, Джордж
Джордж Гомер Райан-старший (англ. George Homer Ryan, Sr.; 24 февраля 1934, Макокета, Айова — 2 мая 2025, Канкаки, Иллинойс) — американский политик республиканец. Он был губернатором штата Иллинойс с 1999 по 2003 год. Райан хорошо известен своей оппозицией к смертной казни и коррупционным скандалом, в результате которого он провел пять лет в федеральной тюрьме и семь месяцев под домашним арестом. Он был освобождён из федеральной тюрьмы 3 июля 2013.
Райан вырос в округе Канкаки, штат Иллинойс. Он участвовал в Корейской войне в американской армии. Женат, имеет шестерых детей.
Райан начал свою политическую карьеру в качестве члена совета округа Канкаки с 1968 по 1973 (его брат Том Дж. Райан был мэром Канкаки течение 20 лет, в 1965—1985). Был членом Палаты представителей Иллинойса, нижней палаты законодательного собрания штата с 1973 по 1983 (спикер Палаты 1981—1983). Он был вице-губернатором (1983—1991) и секретарём штата Иллинойс (1991—1999).
Скончался 2 мая 2025 года в Канкаки в возрасте 91 года.